# Nemesvita
Nemesvita es un pueblo ubicado en el distrito de Tapolca, en el condado de Veszprém, Hungría.

## Superficie
Posee una superficie de 9,250 kilómetros cuadrados.

## Demografía
Hasta 2019 la población era de 295 habitantes, con una densidad de población de 31,89 habitantes por kilómetro cuadrado.